# Cucaña

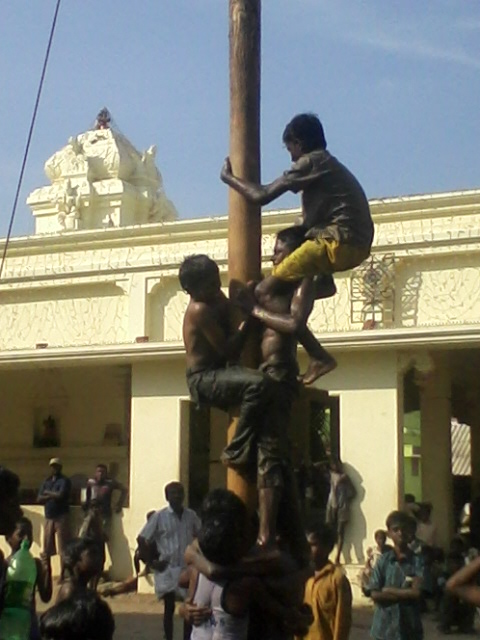
Cucaña

La cucaña, también conocida como palo ensebado, es un juego que consiste en escalar, trepar y marinear, solamente con ayuda de brazos y piernas, por un poste vertical u horizontal de aproximadamente 5 metros de longitud, que suele estar alisado o embadurnado con alguna sustancia resbaladiza. Los mayos (postes decorados que se colocan verticalmente para fiestas del mes de mayo) se utilizan como cucañas.
Este juego se originó como pasatiempo en Nápoles durante el siglo XVI. También se practica en muchos países de Iberoamérica y en Filipinas, donde puede conocerse por uno o ambos nombres.
La denominación está muy relacionada con el legendario país de Cucaña.

## Versiones
Denominaciones según el país en el cual se juega:
- Argentina: cucaña, palo mojado, palo enjabonado
- Bolivia: cucaña, palo ensebao[2]
- Brasil: pauo (nordeste brasileño), y pau de sebo
- Colombia: barra de premios (consiste en subir un palo de madera engrasado para bajar un premio que está en la parte superior del palo)
- Chile: palo ensebado, palo enjabonado
- Costa Rica: palo ensebado
- Ecuador: cucaña, castillo, palo ensebado
- Perú: palo ensebado
- El Salvador: palo ensebado
- España: cucaña, gallampí (en catalán), nasapuntako (en vasco), «palo jabón» (durante la tomatina).
- Filipinas: palo sebo
- México: palo ensebado, cucaña (raramente)
- Nicaragua: Palo Lucio
- Paraguay: yvyra sŷi (‘palo resbaladizo’, en guaraní), cucaña (raramente)
- Puerto Rico: palo ensebado
- República Dominicana: palo ensebado
- Panamá: palo ensebado
- Uruguay: palo enjabonado, palo ensebado
- Venezuela: cucaña, palo ensebado, vara de premio.

### Chile
En Chile, el palo ensebado es considerado juego tradicional. Se practica preferentemente en zonas rurales, en especial durante septiembre, debido a la celebración de las Fiestas Patrias.
El juego se ejecuta únicamente de forma vertical, con un palo o vara de unos 20 centímetros de diámetro y cinco a seis metros de altura, el cual se encuentra enterrado en el suelo. El palo es además untado en grasa. Debido a ésta, el poder escalarlo es sumamente complejo para los participantes, especialmente los primeros. Usualmente, los últimos jugadores tienen ventaja, pues por cada intento fallido el palo va perdiendo parte de su grasa o jabón, y se facilita más el ascenso.
Quienes logran llegar a la cumbre pueden obtener diversos premios: dinero, gallinas, botellas de vino u otros.

### España

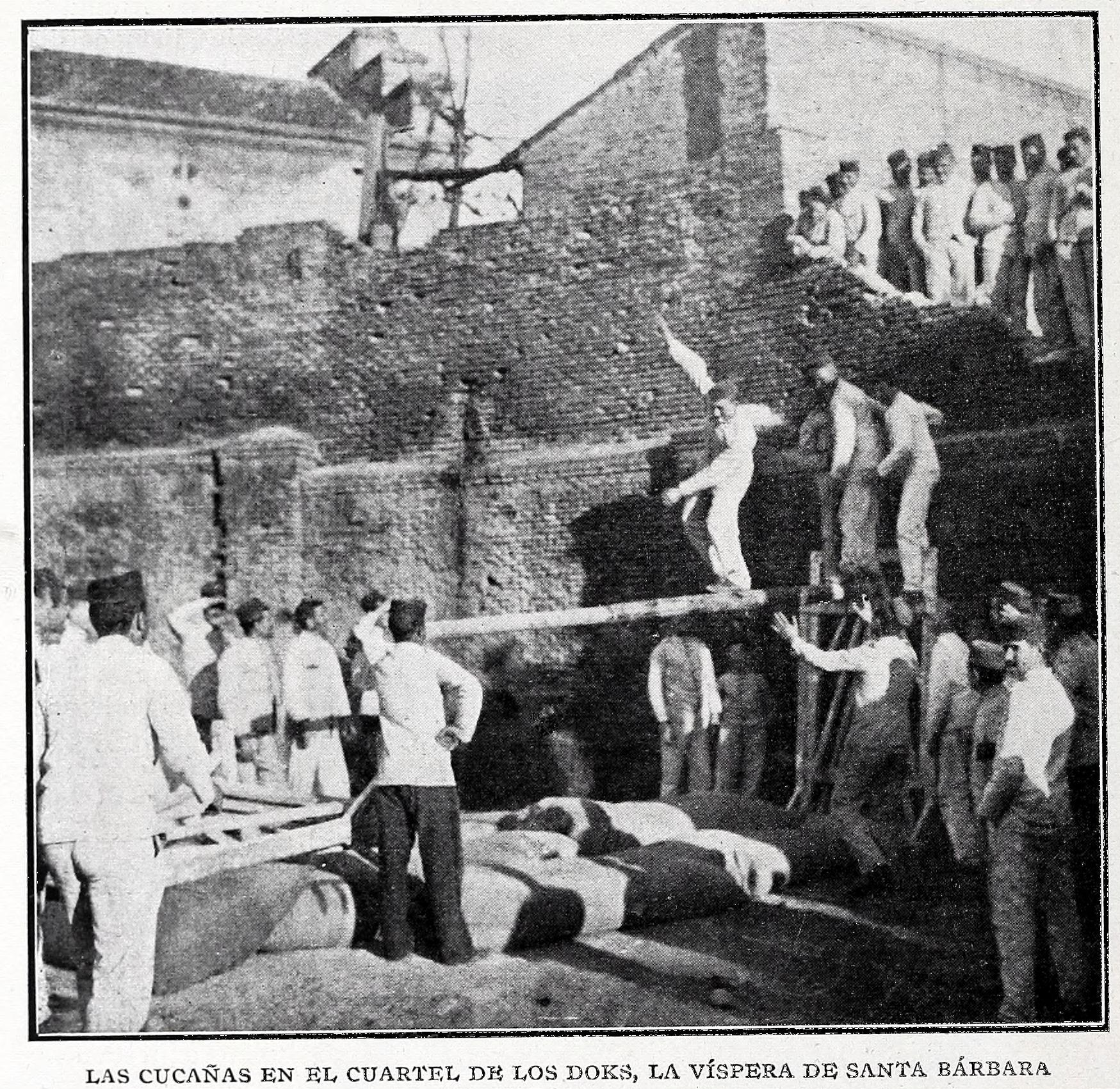
Cucaña horizontal en el cuartel de Los Docks de Madrid (1909)

La cucaña puede jugarse de dos modos: horizontal o vertical.
De modo horizontal

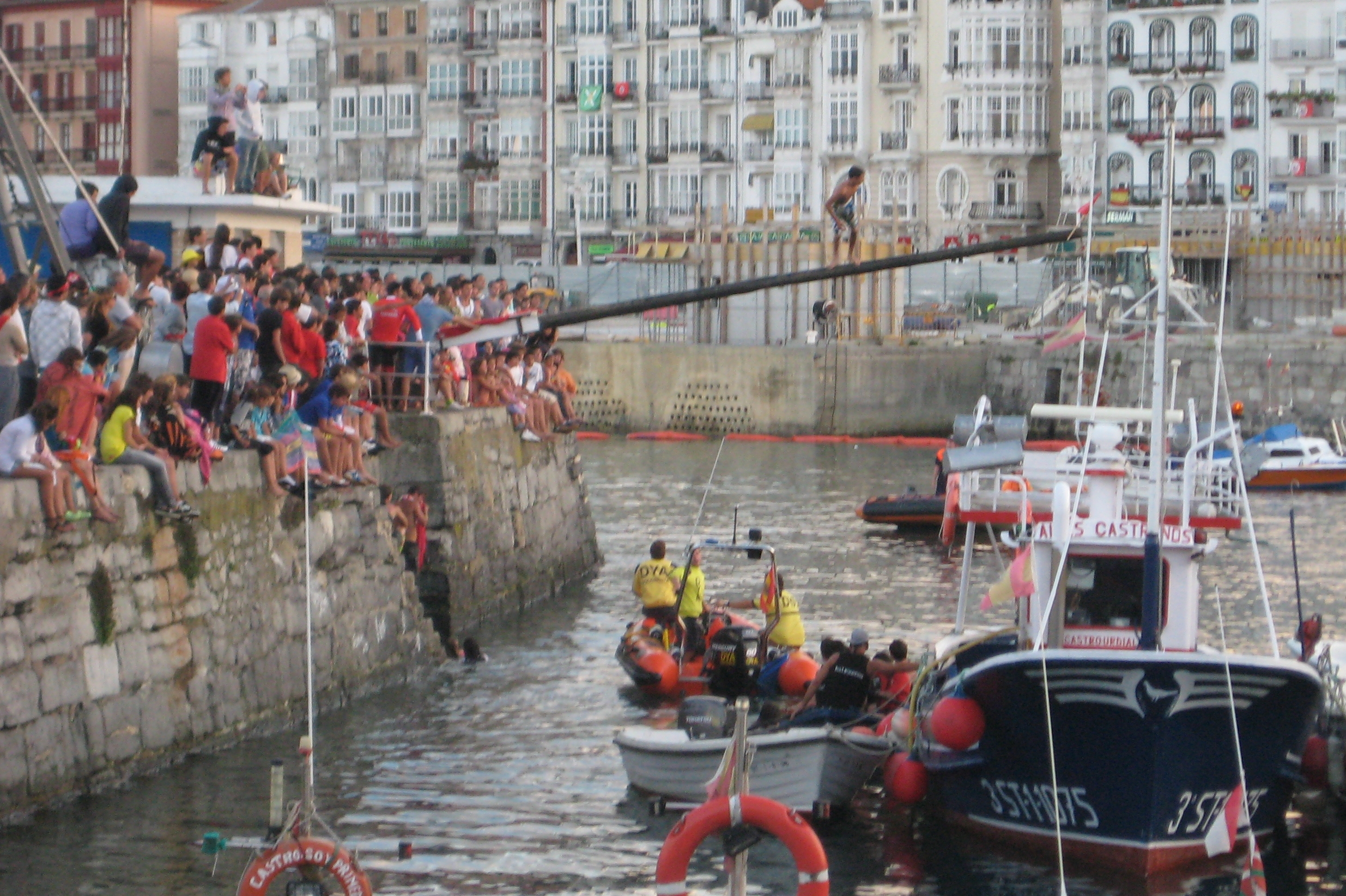
Cucaña en el puerto cántabro de Castro-Urdiales (2010)

- En Cantabria, en la zona costera, se celebra la cucaña marinera (horizontal) en casi todos sus puertos pesqueros, con motivo de las respectivas fiestas patronales (pueden verse en Colindres, Comillas, Castro-Urdiales, Laredo, Santoña o San Vicente de la Barquera, por ejemplo).
- En el País Vasco se celebra la cucaña con motivo de las fiestas, tanto en poblaciones costeras como en aquellas surcadas por ríos. En Bilbao esta actividad lleva realizándose desde el 2005 en el muelle del Arenal durante las fiestas de Aste Nagusia. El palo horizontal se coloca sobre las aguas de la ría de la ciudad. Hasta finales del siglo XIX la cucaña era protagonista de las fiestas del lugar, cosa que se perdió con la llegada de la industrialización y la posterior contaminación de las aguas de la ría del Nervión. La cucaña puede verse también durante las fiestas del Puerto Viejo de Algorta en la localidad de Guecho, además de otros municipios con río o costa en Vizcaya, como Guernica u Ondárroa, y en localidades de Guipúzcoa como Zarauz o Vera de Bidasoa.
- Barrio de Triana, en Sevilla . Durante la Velá de Santa Ana, cuya celebración ocurre cada fin de julio, el poste se coloca horizontalmente sobre la proa de una barcaza en el río Guadalquivir. Los participantes deben caminar sobre el poste, previamente embadurnado con alguna grasa resbaladiza, evitando caer al agua, hasta alcanzar el premio (habitualmente un banderín rojo).
- Puerto de la Cruz (Santa Cruz de Tenerife). En ocasión de las fiestas del Carmen, el palo se coloca sobre el muelle pesquero, a unos tres metros de altura. Los participantes deben tratar de correr hasta el final, donde el premio es un banderín.
- A Ponte (Padrón , provincia de La Coruña). Se celebran en las festividades de San Roque desde hace más de nueve décadas. La cita reúne anualmente a ambos márgenes del río Ulla a cientos de personas, y los juegos cuentan con más de una veintena de participantes. El poste se coloca horizontalmente sobre la proa de un barco en el río Ulla y se juega en marea llena.
- Luanco (Asturias). Desde hace años, en este pueblo marinero, se celebra el juego. El palo se coloca en el muelle del pueblo y los concursantes deben deslizarse sobre este para coger un ramo de laurel que simboliza el premio.

De modo vertical

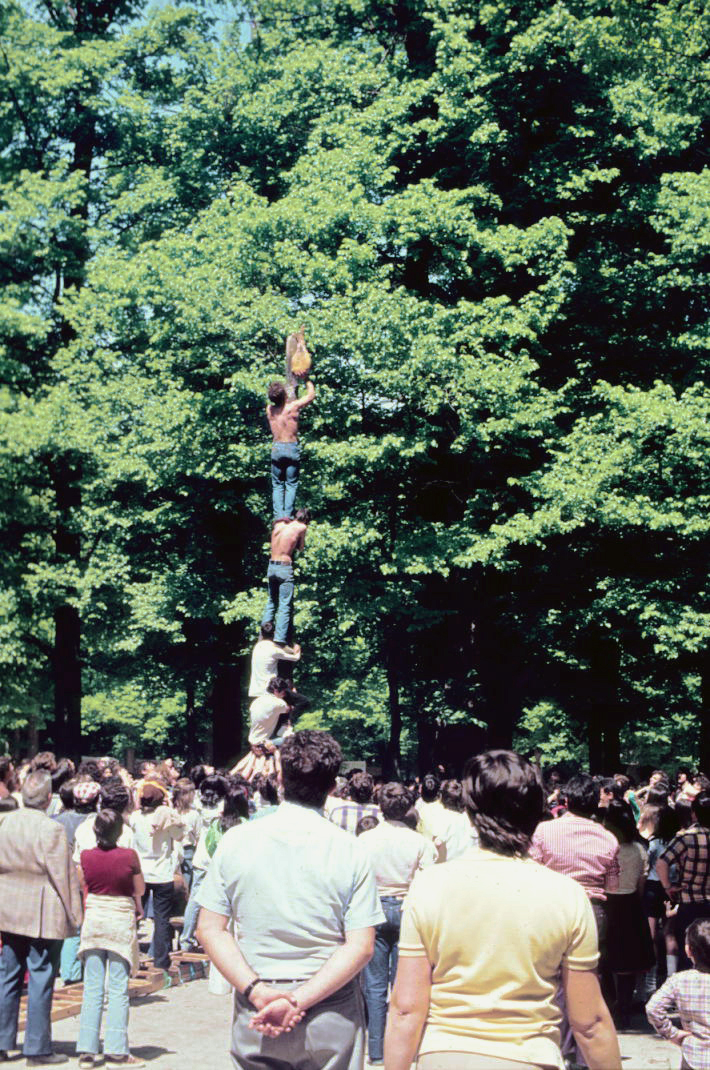
Cucaña vertical en la Casa de Campo de Madrid (1978)

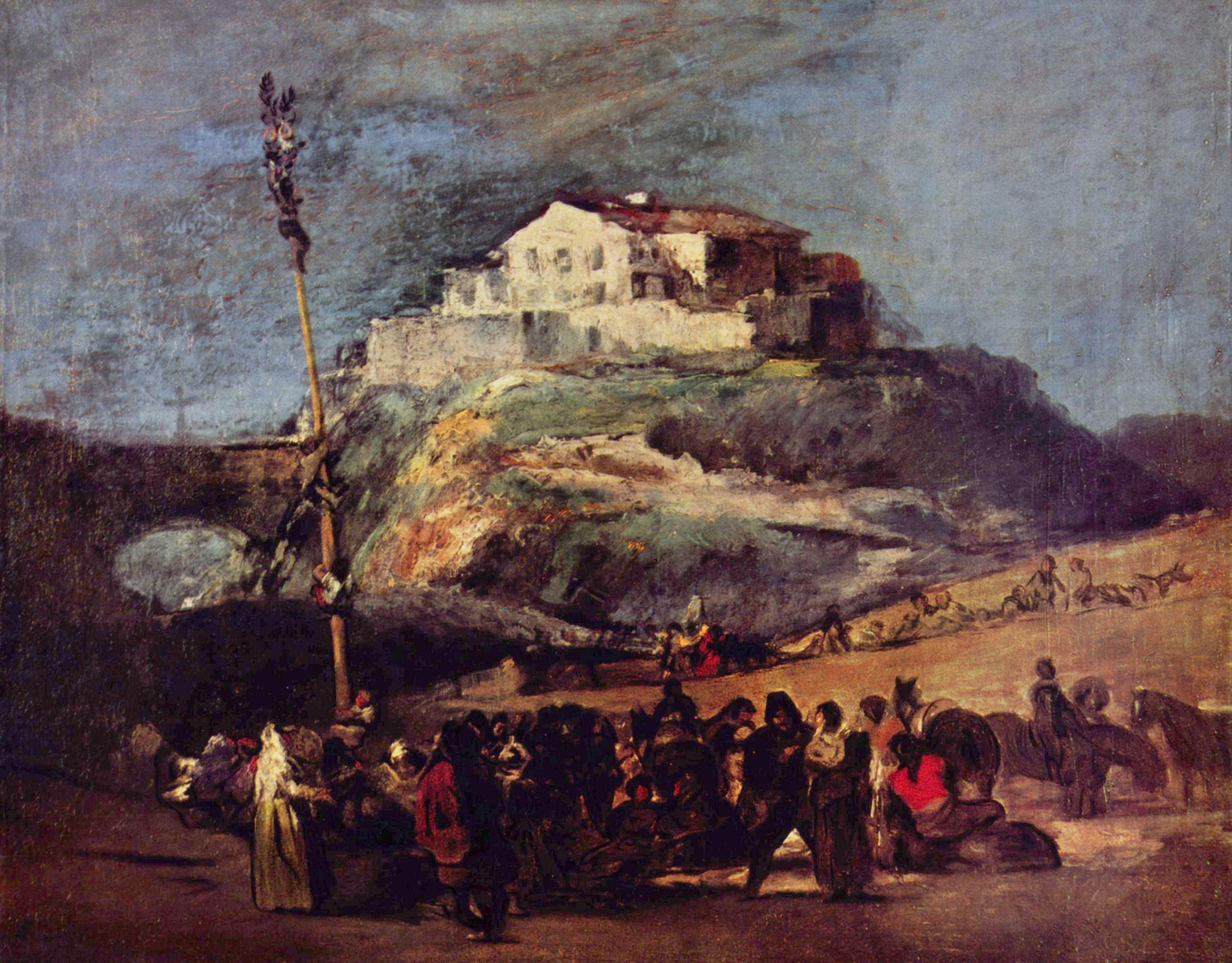
La cucaña, de Francisco de Goya

- Orgaz (provincia de Toledo). La cucaña se realiza en honor del Cristo del Olvido , el 25 de agosto. El premio consiste en chorizos y otro tipo de regalos.
- Paterna de Rivera (provincia de Cádiz). Este pasatiempo se efectúa en honor del patrón, que es San Sebastián, el 20 de enero. El premio está dotado de jamones. En este municipio se realiza con un palo largo, el cual está engrasado, al que intenta subir una persona, pero que, al no poder hacerlo sola, se compite en equipos de tres, así hasta conseguir el jamón.
- Tudela de Navarra, en la verbena de San Pedro (al final de junio). Se coloca un poste de unos cinco metros y lo embadurnan generalmente con grasa de tocino, en cuya cima sujetan un premio, que puede ser un gallo vivo, un jamón, u otro elemento, vivo o inerte.
- Castielfabib (provincia de Valencia). En Semana Santa se plantan dos chopos, de 13-14 metros, con una copa de pino clavada en lo alto. Tras ser cortados el Viernes Santo, el Sábado de Gloria se izan, con ayuda de toda la población. Al finalizar, algún mozo se encarama tronco arriba a desatar las sogas que han permitido su ascenso.

En Pollensa, municipio de Mallorca, lo llaman U pi (‘el pino’) y coincide con la celebración de San Antonio día 17 de enero, festivo en el pueblo. Por la mañana, jóvenes y mayores van en romería hasta la finca privada de Ternelles, que ese día permite el libre paso, acompañados de música y bailes tradicionales (xeremies y ball de bot), a recoger un pino de 20-22 metros que ha cortado una comisión una semana antes. Después de un almuerzo popular, bajan el pino con ayuda de un carro antiguo tirado con cuerdas por voluntarios, que se van turnando. Después de recorrer las callejuelas del pueblo, entran a media tarde en la antigua plaza mayor de la localidad (la Plaça Vella) y después de trabajosas maniobras y juegos de cuerdas, poleas y estacas, lo clavan en el suelo de forma vertical previamente enjabonado, para que los jóvenes intenten subirlo. Quien primero lo consigue se lleva el premio: dinero y un gallo que está en una cesta, arriba del árbol. Al bajar, desata el árbol, que queda ya bien sujeto hasta la Cuaresma, cuando se retira.

### Nicaragua
Denominado «Palo Lucio» durante las Fiestas de Santo Esteban
Domingo de Guzmán. Consiste en subir un poste de concreto de varios metros de altura, decorado de manera muy festiva y colorida y engrasado para intentar bajar premios que están en la parte superior del mismo.

### Venezuela
En Venezuela se utiliza un poste, de metal o madera o cualquier otro puntal de unos 5 o 6 metros de altura y se unta de grasa, aceite, manteca o cualquier otra sustancia resbalosa. Se acostumbra a colocar en la parte más alta, un objeto representativo del premio que se le cambiará al ganador al lograr el objetivo que es subir a lo más alto. (Generalmente se le otorga dinero en efectivo). Cada jugador intentará subir al palo utilizando sus propios medios físicos como son manos y pies. Una vez iniciada la faena, si resbala y toca el piso, automáticamente queda descalificado, dando oportunidad a otro participante. Sin embargo a veces se permite que tres o cuatro participantes le sirvan de «escalón humano» a un jugador adicional que trepa sobre ellos y termina luego de subir el palo culminando el resto del camino con sus propios recursos físicos.